# Benjamin Altman
Benjamin Altman (12 de julio de 1840 - 7 de octubre de 1913) fue un empresario estadounidense de Nueva York. Es conocido por haber creado la compañía B. Altman en 1865, y sobre todo por ser un gran coleccionista de arte, especialmente del pintor Rembrandt. Altman llegó a tener una importante colección de pinturas que donó al Museo Metropolitano de Arte  de Nueva York. 

## Biografía
Benjamin Altman procedía de una familia de judíos de Baviera que en 1835 emigraron a América; abrieron una pequeña tienda en Nueva York, en Attorney Street. Después de trabajar en la tienda de mercaderías de su padre, Altman se estableció por su cuenta. En 1865, fundó la empresa B. Altman & Co., una tienda de telas situada en la Tercera Avenida junto a la calle 10 en Nueva York. Con los años la tienda prosperó y se pudo expandir por otros diversos lugares. En 1877, abrió una gran tienda en Sexta Avenida, conocida como el  "Palacio del Comercio" por su arquitectura lujosa. La tienda de Altman fue una de las primeras en tener ropa para diferentes edades y en diferentes secciones.
Altman utilizó su riqueza para financiar diversas iniciativas en su ciudad natal. Poco antes de su fallecimiento creó la Fundación Altman, una organización benéfica para dar soporte a las instituciones educativas de la ciudad de Nueva York.

## Colecciones de arte y retratos
Benjamin Altman era un ávido coleccionista de pinturas de Rembrandt y de porcelana oriental, gran parte de las cuales adquirió a través de su amigo, el comerciante de arte Henry J. Duveen. A menudo fue asesorado en sus compras de pintura por Max Friedländer. La colección de pintura era muy notable por la inclusión de una pintura de Vermeer y veinte cuadros de Rembrandt, aunque algunos han sido reatribuidos desde entonces. A su muerte, donó la colección al Museo Metropolitano de Arte. La colección también contiene retratos notables de comerciantes flamencos y alemanes del Renacimiento.

### Pinturas en el legado de Benjamin Altman, 1913
| Imagen | Título                                           | Artista                          | Fecha | Nº de inventarrio | url del MET |
| ------ | ------------------------------------------------ | -------------------------------- | ----- | ----------------- | ----------- |
|        | Man with a Steel Gorget                          | anónimo                          | 1648  | 14.40.601         | MET         |
|        | Yonker Ramp and his sweetheart                   | Frans Hals                       | 1623  | 14.40.602         | MET         |
|        | Old Woman in an Armchair                         | Jacob Adriaensz. Backer          | 1640  | 14.40.603         | MET         |
|        | The Fingernail Test                              | Frans Hals Judith Leyster        | 1626  | 14.40.604         | MET         |
|        | Shrovetide Revellers                             | Frans Hals                       | 1616  | 14.40.605         | MET         |
|        | Santa Justina de Padua                           | Bartolomeo Montagna              |       | 14.40.606         | MET         |
|        | Autorretrato                                     | Gerrit Dou                       | 1665  | 14.40.607         | MET         |
|        | Rembrandt's Son Titus                            | anonymous Rembrandt              | 1680s | 14.40.608         | MET         |
|        | Old Woman Cutting Her Nails                      | anonymous Rembrandt              | 1650s | 14.40.609         | MET         |
|        | Pilate Washing His Hands                         | anonymous Rembrandt              | 1660s | 14.40.610         | MET         |
|        | A Girl Asleep                                    | Johannes Vermeer                 | 1657  | 14.40.611         | MET         |
|        | Young Woman Peeling Apples                       | Nicolaes Maes                    | 1655  | 14.40.612         | MET         |
|        | Interior with a Young Couple                     | Pieter de Hooch                  | 1662  | 14.40.613         | MET         |
|        | Entrance to a Village                            | Meindert Hobbema                 | 1690s | 14.40.614         | MET         |
|        | Portrait of a Woman, Called the Marchesa Durazzo | Anthony van Dyck                 |       | 14.40.615         | MET         |
|        | Young Herdsmen with Cows                         | Aelbert Cuyp                     |       | 14.40.616         | MET         |
|        | A Woman Playing the Theorbo-Lute and a Cavalier  | Gerard ter Borch                 |       | 14.40.617         | MET         |
|        | Self portrait                                    | Rembrandt                        | 1660  | 14.40.618         | MET         |
|        | Lucas van Uffel (died 1637)                      | Anthony van Dyck                 | 1624s | 14.40.619         | MET         |
|        | Portrait of a man with gloves in hand            | Rembrandt                        | 1648  | 14.40.620         | MET         |
|        | Man with a Magnifying Glass                      | Rembrandt                        | 1660s | 14.40.621         | MET         |
|        | Woman with a Pink                                | Rembrandt                        | 1660s | 14.40.622         | MET         |
|        | Wheat Fields                                     | Jacob van Ruisdael               | 1670  | 14.40.623         | MET         |
|        | Portrait of a Man ("The Auctioneer")             | anonymous Rembrandt              | 1658  | 14.40.624         | MET         |
|        | Portrait of a Woman                              | Rembrandt                        | 1633  | 14.40.625         | MET         |
|        | Retrato de María Portinari                       | Hans Memling                     | 1470  | 14.40.626–27      | MET         |
|        | The Crucifixion                                  | Fra Angelico                     |       | 14.40.628         | MET         |
|        | Young Woman with a Pearl Necklace                | anonymous                        | 1654  | 14.40.629         | MET         |
|        | Ulrich Fugger (1490–1525)                        | Hans Maler                       | 1525  | 14.40.630         | MET         |
|        | The Supper at Emmaus                             | Diego Velázquez                  |       | 14.40.631         | MET         |
|        | Virgin and Child with Angels                     | Bernard van Orley                |       | 14.40.632         | MET         |
|        | Virgin and Child with Saint Anne                 | Albrecht Dürer                   | 1519  | 14.40.633         | MET         |
|        | Mystic Marriage of St. Catherine                 | Hans Memling                     | 1479  | 14.40.634         | MET         |
|        | Madonna and Child with Angels                    | anonymous                        | 1500s | 14.40.635         | MET         |
|        | Christ Taking Leave of His Mother                | Gerard David                     |       | 14.40.636         | MET         |
|        | Lady Lee (Margaret Wyatt, born about 1509)       | anonymous                        | 1540s | 14.40.637         | MET         |
|        | Federigo Gonzaga (1500–1540)                     | Francesco Francia                | 1510  | 14.40.638         | MET         |
|        | Philip IV (1605–1665), King of Spain             | Diego Velázquez                  |       | 14.40.639         | MET         |
|        | Portrait of a Man                                | Tiziano                          | 1512  | 14.40.640         | MET         |
|        | Madonna and Child with Saint Joseph and an Angel | Raffaellino del Garbo            |       | 14.40.641         | MET         |
|        | The Last Communion of Saint Jerome               | Sandro Botticelli                | 1495  | 14.40.642         | MET         |
|        | The Holy Family with Saint Mary Magdalen         | Andrea Mantegna                  | 1495  | 14.40.643         | MET         |
|        | Portrait of a Man                                | Dieric Bouts                     | 1470  | 14.40.644         | MET         |
|        | Portrait of a Young Man                          | Antonello da Messina             |       | 14.40.645         | MET         |
|        | Lady Rich (Elizabeth Jenks, died 1558)           | anonymous                        | 1540  | 14.40.646         | MET         |
|        | Madonna and Child                                | anonymous Andrea del Verrocchio  | 1470  | 14.40.647         | MET         |
|        | Portrait of an old man                           | Hans Memling                     | 1475  | 14.40.648         | MET         |
|        | Portrait of a Young Man                          | Cosimo Tura                      |       | 14.40.649         | MET         |
|        | Portrait of Cardinal Filippo Archinto            | Tiziano                          |       | 14.40.650         | MET         |
|        | Bathsheba at her Toilette                        | Rembrandt                        | 1643  | 14.40.651         | MET         |
|        | Changing Pasture                                 | Anton Mauve                      |       | 14.40.810         | MET         |
|        | The Ferryman                                     | Jean-Baptiste Camille Corot      | 1865s | 14.40.811         | MET         |
|        | Twilight                                         | Anton Mauve                      |       | 14.40.812         | MET         |
|        | A Pond in Picardy                                | Jean-Baptiste Camille Corot      |       | 14.40.813         | MET         |
|        | A Path among the Rocks                           | Théodore Rousseau                |       | 14.40.814         | MET         |
|        | The Banks of the Oise                            | Charles-François Daubigny        | 1863  | 14.40.815         | MET         |
|        | The Return to the Fold                           | Anton Mauve                      |       | 14.40.816         | MET         |
|        | A Lane through the Trees                         | Jean-Baptiste Camille Corot      |       | 14.40.817         | MET         |
|        | A River Landscape with Storks                    | Charles-François Daubigny        | 1864  | 14.40.818         | MET         |
|        | The Edge of the Woods                            | Narcisse-Virgile Díaz de la Peña | 1872  | 14.40.819         | MET         |